# أندرياس فروم
أندرياس فروم (بالألمانية: Andreas Fromm) (و. 1621 – 1683 م) هو ملحن، وعالم عقيدة، وأستاذ جامعي ألماني، ولد في نويشتات، توفي في براغ، عن عمر يناهز 62 عاماً.